# Mohammed al-Salhi
Mohammed Abdullah Obaid al-Salhi (arabisch محمد عبد الله عبيد الصالحي, DMG Muḥammad ʿAbd Allāh ʿUbaid aṣ-Ṣāliḥī; * 11. Mai 1986) ist ein ehemaliger saudischer Mittelstreckenläufer kenianischer Herkunft, der sich auf den 800-Meter-Lauf spezialisiert hat. Er zählt mit drei Goldmedaillen bei Asienspielen und Asienmeisterschaften zu den erfolgreichsten Leichtathleten seines Landes.

## Sportliche Laufbahn
Erste internationale Erfahrungen sammelte Mohammed al-Salhi im Jahr 2002, als er bei den Asienspielen in Busan mit 47,60 s im Halbfinale im 400-Meter-Lauf ausschied und mit der saudischen 4-mal-400-Meter-Staffel in 3:02,47 min gemeinsam mit Hamed Hamadan al-Bishi, Hadi Soua’an al-Somaily und Hamdan al-Bishi die Goldmedaille gewann. Im Jahr darauf siegte er in 1:48,79 min über 800 m bei den Jugendweltmeisterschaften im kanadischen Sherbrooke und stellte mit dieser Zeit einen neuen Meisterschaftsrekord auf. Daraufhin gelangte er bei den Weltmeisterschaften nahe Paris bis ins Halbfinale und schied dort mit 1:47,25 min aus und wurde im Staffelbewerb in der Vorrunde disqualifiziert. Daraufhin verpasste er bei den Arabischen Meisterschaften in Amman mit 1:49,0 min den Finaleinzug über 800 m und siegte mit der Staffel in 3:06,67 min. 2004 siegte er in 46,35 s über 400 m bei den Juniorenasienmeisterschaften in Ipoh und verpasste dann im 800-Meter-Lauf den Medaillengewinn, siegte aber nach 3:09,02 min im Staffelbewerb. Daraufhin nahm er erstmals an den Olympischen Spielen in Athen teil und kam dort mit 1:48,42 min nicht über die Vorrunde hinaus. Daraufhin erreichte er bei den Panarabischen Spielen in Algier das Finale über 800 m, konnte dort aber seinen Lauf nicht beenden. 
2005 gewann er bei den Islamic Solidarity Games in Mekka in 1:46,19 min die Silbermedaille über 800 m hinter dem Marokkaner Amine Laâlou und im Staffelbewerb siegte er in 3:04,35 min. Anschließend schied er bei den Weltmeisterschaften in Helsinki mit 1:47,97 min im Halbfinale aus und wurde mit der Staffel erneut im Vorlauf disqualifiziert. Daraufhin wurde er bei den Asienmeisterschaften in Incheon in 1:45,78 min Vierter über 800 m und wurde mit der Staffel im Finale disqualifiziert. Kurz darauf sicherte er sich bei den Arabischen Meisterschaften in Tunis in 45,94 s die Silbermedaille im 400-Meter-Lauf hinter dem Sudanesen Nagmeldin Ali Abubakr und mit der Staffel siegte er in 3:05,77 min. Im Jahr darauf klassierte er sich beim IAAF World Cup in Athen mit 3:04,67 min auf dem siebten Platz mit der gesamtasiatischen Staffel und anschließend startete er erneut bei den Asienspielen in Doha und gelangte dort nach 1:48,95 min auf den sechsten Platz über 800 m und verteidigte in 3:05,31 min gemeinsam mit Ismail al-Sabiani, Hamed Hamadan al-Bishi und Hamdan al-Bishi im Staffelbewerb. 2007 siegte er in 1:51,73 min über 800 m bei den Asienmeisterschaften in Amman und sicherte sich in 3:05,96 min gemeinsam mit Yonas al-Hosah, Mohammed Shaween und Ismail al-Sabiani auch mit der Staffel die Goldmedaille. Anschließend erreichte er bei den Weltmeisterschaften in Osaka das Finale und klassierte sich dort mit 1:47,58 min auf dem achten Platz. Mitte Oktober siegte er in 1:49,02 min bei den Militärweltspielen in Hyderabad und siegte in 3:05,10 min auch im Staffelbewerb. Anschließend gewann er bei den Panarabischen Spielen in Kairo in 1:46,64 min die Silbermedaille hinter dem Sudanesen Abubaker Kaki und siegte mit der Staffel in 3:04,74 min. Im Jahr darauf nahm er erneut an den Olympischen Sommerspielen in Peking teil und schied dort mit 1:47,14 min im Halbfinale aus. 
2009 startete er bei den Weltmeisterschaften in Berlin, kam dort aber mit 1:48,43 min nicht über die Vorrunde hinaus. Anschließend gelangte er beim IAAF World Athletics Final in Thessaloniki mit 1:50,55 min auf den achten Platz. Im Jahr darauf erreichte er bei den Asienspielen in Guangzhou nach 1:46,86 min Rang fünf über 800 m und siegte mit neuem Spiele- und Landesrekord von 3:02,30 min gemeinsam mit Ismail al-Sabiani, Hamed Hamadan al-Bishi und Youssef Masrahi zum dritten Mal in Folge in der 4-mal-400-Meter-Staffel. 2011 verpasste er bei den Weltmeisterschaften in Daegu mit 3:05,65 min den Finaleinzug mit der Staffel und anschließend konnte er sein Rennen über 800 m bei den Arabischen Meisterschaften in al-Ain nicht beenden, gewann aber mit der Staffel in 3:07,62 min die Silbermedaille hinter der Mannschaft aus dem Sudan. Im Dezember siegte er dann in 3:07,22 min mit der Staffel bei den Panarabischen Spielen in Doha und konnte dort seinen Finallauf über 400 m nicht beenden. 2013 siegte er dann in 3:06,23 min mit der Staffel bei den Arabischen Meisterschaften ebendort sowie mit 3:02,53 min bei den Asienmeisterschaften in Pune und stellte damit einen neuen Meisterschaftsrekord auf. Daraufhin ging er mit der Staffel bei den Weltmeisterschaften in Moskau an den Start, schied dort aber mit 3:04,55 min im Vorlauf aus. Auch bei den IAAF World Relays 2015 auf den Bahamas verpasste er mit 3:06,15 min den Finaleinzug und anschließend belegte er bei den Asienmeisterschaften in Wuhan mit 1:53,84 min den achten Platz über 800 m und gewann in 3:02,62 min gemeinsam mit Mazen al-Yasen, Abdullah Abkar Mohammed und Youssef Masrahi die Silbermedaille hinter dem Team aus Katar. Im August beendete er dann in Kessel-Lo seine aktive sportliche Karriere im Alter von 29 Jahren.

## Persönliche Bestzeiten
- 400 Meter: 45,75 s, 16. August 2003 in Bondoufle
- 800 Meter: 1:43,66 min, 8. Mai 2009 in Doha (saudischer Rekord)
- 1000 Meter: 2:24,50 min, 20. Juli 2003 in Hamburg